# Tournefortia hernandesii
Tournefortia hernandesii är en strävbladig växtart som beskrevs av Michel Félix Dunal och Dc. Tournefortia hernandesii ingår i släktet Tournefortia och familjen strävbladiga växter. Inga underarter finns listade i Catalogue of Life.